# Joan Gaspart
Joan Gaspart Solves (Barcellona, 11 ottobre 1944) è un imprenditore e dirigente sportivo spagnolo, dirigente del gruppo alberghiero HUSA (Hostelería Unida Sociedad Anónima), presidente del consorzio Turisme de Barcelona e console generale onorario delle Isole Seychelles in Spagna. Fu presidente del Futbol Club Barcelona dal 2000 al 2003.

## Presidenza
Già vice di Josep Lluís Núñez dal 1978 al 2000, in questa veste guadagnò la simpatia dei sostenitori blaugrana per il senso di appartenenza al club dimostrato negli anni e per aver condotto in porto trattative importanti, come quelle per l'acquisto di Diego Armando Maradona, Ronaldo, Romário o Rivaldo.
Dopo le dimissioni di Nuñez capeggiò la lista di maggioranza alle elezioni presidenziali del FC Barcelona del 23 luglio 2000, dalle quali Gaspart uscì vincitore con il 54,87% dei voti contro la coalizione Elefant Blau, guidata dal pubblicitario Lluis Bassat e appoggiata da Joan Laporta e Johan Cruyff.
Nonostante il netto consenso ricevuto, la sua gestione si rivelò fallimentare sotto vari punti di vista. La sua prima decisione fu quella di cedere l'idolo dei tifosi Luís Figo ai rivali del Real Madrid. Nel corso del suo triennio al timone del club sborsò 199,2 milioni di euro per acquisti di giocatori, mentre la massa salariale aumentò in modo esponenziale. Dal punto di vista sportivo il FC Barcelona non conquistò nessun trofeo. Nonostante gli scarsi risultati sportivi ed economici del club sotto la sua gestione, della presidenza Gaspart si ricorda la posa della prima pietra della Città Sportiva "Joan Gamper", la riforma dello statuto del club con una larga consultazione dei soci, il programma Seient Lluire e Gent del Barça, la moltiplicazione dei servizi offerti ai soci e la professionalizzazione dell'esecutivo del club.
Il 12 febbraio 2003 rimise il suo mandato e lasciò il posto al suo vice Enric Reyna, il quale si sarebbe dimesso qualche mese più tardi per consentire lo svolgimento di nuove elezioni, vinte poi da Joan Laporta.